# BTH Bydgoszcz
Bydgoskie Towarzystwo Hokejowe Bydgoszcz – polski klub hokejowy z siedzibą w Bydgoszczy.
Klub przejął drużyny młodzieżowe i oraz drużynę seniorów po rozwiązanej sekcji klubu BKS Polonia Bydgoszcz.

## Zawodnicy
Zawodnikami BTH Bydgoszcz byli m.in. Robert Suchomski, Bartosz Orzeł, Piotr Korczak, Michał Janczarek, Artur Bielicki, Aleksander Myszka, Michał Wieczorek, a także reprezentanci Polski – Łukasz Sokół i Tomasz Proszkiewicz. W klubie grali także obcokrajowcy Alaksandr Szumidub, Władimir Mielenczuk (był również trenerem).